# Eta Orionis
Eta Orionis (η Ori / η Orionis) é um sistema estelar múltiplo e variável Beta Cephei, localizado a 900 anos-luz da Terra, a sudeste do cinturão principal da constelação de Orion, popularmente chamado de Três Marias.
A Eta Orionis é um sistema quádruplo composto por duas estrelas massivas azuis, por uma estrela menor e eclipsante, bem como por outra estrela mais afastada das demais.